# 松本成二
松本 成二（まつもと しげつぐ、1929年 - 2017年6月24日）は、日本の文芸評論家、国語教師。東京教育大学文学部独語科卒業後、同国文科卒業。埼玉県立川越高等学校、埼玉県立浦和高等学校、駿優予備学校、両国予備校、巖丈志摩予備校などで教鞭を執った。

## 人物
欧米の難解な文芸評論や言語学理論を大学入試現代文の読解へ応用した『現代文の科学的研究』シリーズで、東大をはじめとする難関大学の現代文記述問題への方法論を示した。また、20年近くにわたって、共通一次・センター試験国語の講評を新聞紙上で担当した。
高校教諭時代は、吹奏楽部顧問として、川越高校・浦和高校をたびたび関東吹奏楽コンクールに導くなどしていた。
両国予備校では長年、小論文講義や東大国語ゼミを担当し、言語学的視点からの問題解法を説き、生徒を難関大学へ導いた。
2017年6月24日、死去。

## 著作
- 『敬語法の研究』 （いぶき書房）
- 『[現代文の科学的研究] I 評論編』 （あずみの書房、1990年）
- 『現代文の科学的研究 II 文芸編』 （あずみの書房、1990年）
  - 『現代文の科学的研究 III 小論文編』は未刊